# Britisch-Ostafrika

Flagge von Britisch-Ostafrika und der nachfolgenden Kolonie

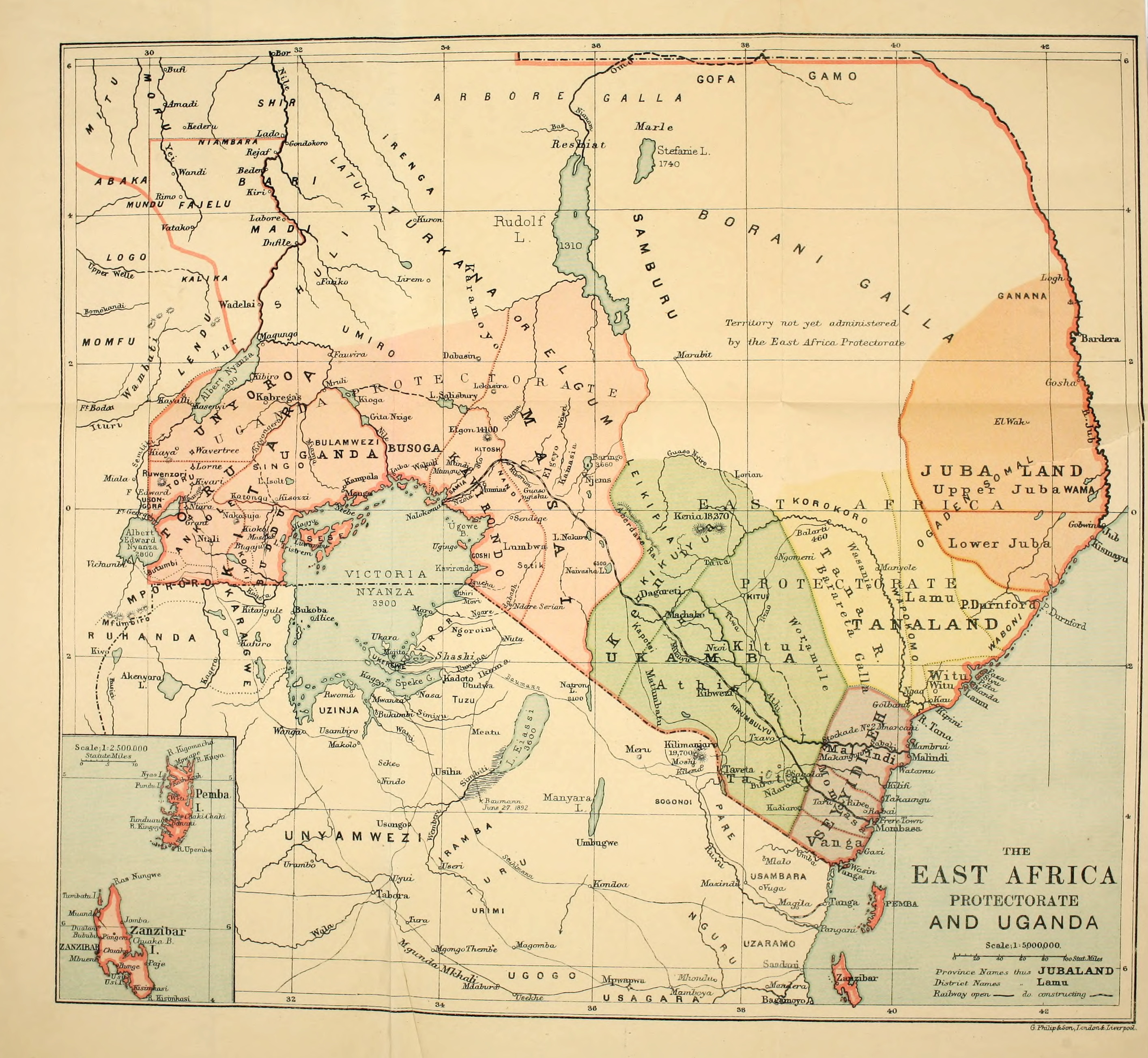
Karte der britischen Protektorate Ostafrika und Uganda, 1898

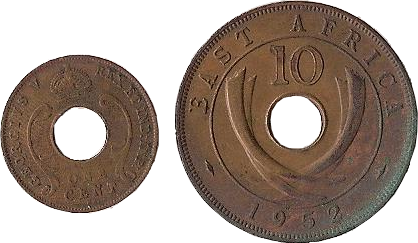
1-Cent- und 10-Cent-Münze des Ostafrikanischen Schillings

Britisch-Ostafrika (englisch East Africa Protectorate, „Protektorat Ostafrika“, auch British East Africa) war ab 1895 im Rahmen des Britischen Weltreichs ein Protektorat, das größtenteils auf dem Territorium des heutigen Kenia lag. Das Areal wird auf 700.000 km² geschätzt. Britisch-Ostafrika wurde 1890 gegründet und bestand bis 1920, als es zur Kronkolonie Kenia wurde.
Europäische Missionare ließen sich in den 1840er Jahren unter dem Schutz des Sultans von Sansibar in der Gegend von Mombasa bis zum Kilimandscharo-Massiv nieder. 1886 ermutigte die britische Regierung William Mackinnon, britischen Einfluss in der Region geltend zu machen. MacKinnon hatte schon eine Vereinbarung mit dem Sultan gehabt und seine Schifffahrtsgesellschaft handelte exklusiv in Ostafrika. Die Imperial British East Africa Company, der spätere Verwalter von Britisch-Ostafrika, begann 1888, sich in der Gegend zu betätigen. Die Company arbeitete ebenfalls mit der Erlaubnis des Sultans und verwaltete ab 1890 für zehn Jahre auch Uganda.
Als die Company zu scheitern begann, erklärte die britische Regierung am 1. Juli 1895 das Territorium zum Protektorat und gliederte 1902 noch das Territorium Ugandas an. 1902 gab die britische Regierung auch das fruchtbare Bergland zur Besiedlung frei. Die Hauptstadt wurde 1905 von Mombasa nach Nairobi verlegt. 1913 wurde auch die Insel Sansibar Teil von Britisch Ostafrika. Am 23. Juli 1920 wurde der Hauptteil des Protektorats in die Kronkolonie Kenia umgewandelt. Da Britisch-Ostafrika von Britisch-Indien aus wirtschaftlich gelenkt werden sollte, wurde 1905 die Rupie als offizielle Währung eingeführt. Dieses Konzept wurde nicht jedoch lange beibehalten; mit Gründung der Kolonie Kenia wurde das Pfund eingeführt, aus dem sich der heutige Kenia-Schilling entwickelte. 
Als koloniale Schutztruppe wurden ab 1902 die King’s African Rifles aufgestellt, die kleinere eigenständige Einheiten ersetzten.

## Währung in Britisch-Ostafrika
Nacheinander gab die Kolonialverwaltung für Britisch-Ostafrika folgende Währungen als Münzen bzw. Banknoten heraus:
- die Ostafrikanische Rupie, 1906–1920
- den Ostafrikanischen Florin, 1920–1921
- den Ostafrikanischen Schilling, 1921–1969

## Briefmarken und Geschichte der Post in Britisch-Ostafrika

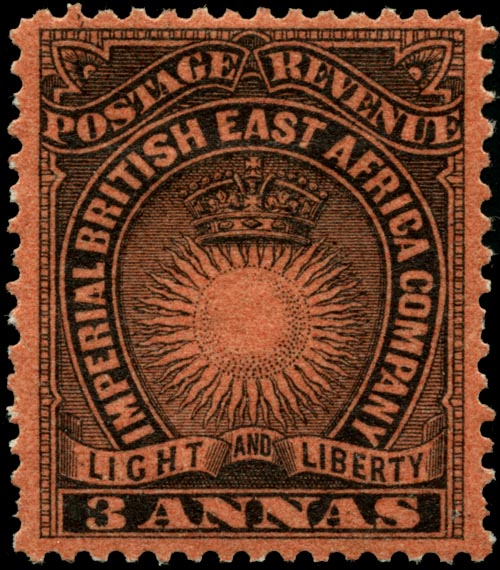
Briefmarke der Company von 1890, mit Sonne und Krone

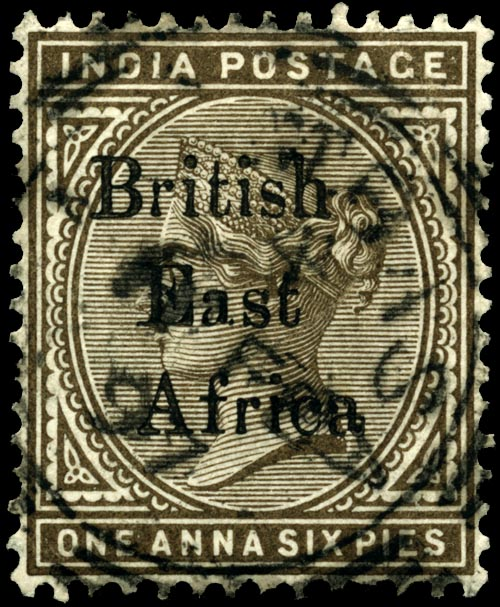
Überdruckte indische Marke von 1895

Die frühen Missionare versandten ihre Briefe über Boten, die diese dann zu Speditionen in Sansibar brachten. In Mombasa und Lamu öffneten 1890 Postämter und nach anfänglichen Aufpreisen auf britische Briefmarken mit Wertigkeiten von 1/2, 1 und 4 Annas, gab die Company Briefmarken heraus, die symbolisch eine Sonne mit einer Krone zeigten und mit Imperial British East Africa Company beschriftet waren. Alle diese Marken waren in Annas und Rupien bewertet.
Ein Mangel an Marken der kleinen Werte zu ½ und 1 Anna hatte zwischen 1891 und 1895 verschiedene Aufdrucke zur Folge. Nach der Ausrufung als Protektorat im Jahr 1895 wurden die Briefmarken durch die Aufdrucke British / East / Africa auf indischen Marken gekennzeichnet. In diesem Zeitraum trat Britisch-Ostafrika auch in den Weltpostverein ein.

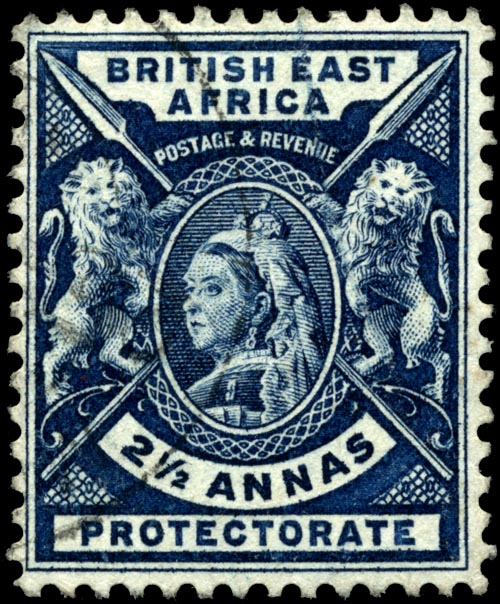
Wert 2 1/2 annas; Motiv: Queen Victoria, 1896

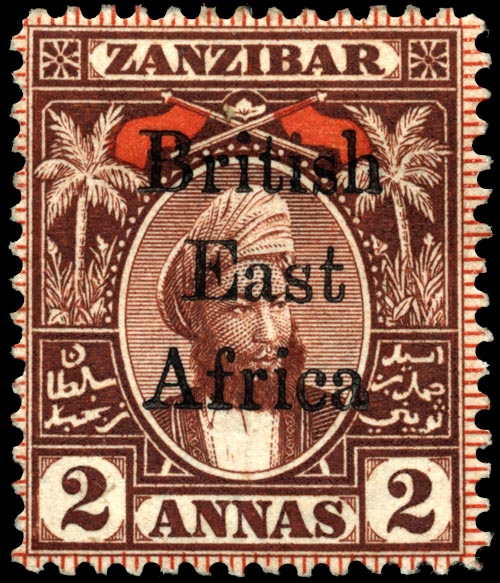
Überdruckte Briefmarke aus Sansibar, 1897

1896 wurde eine Serie von Marken herausgegeben, die Queen Victoria abbildeten und mit British East Africa beschriftet waren. Diese Briefmarken gingen 1897 zur Neige und Briefmarken von Sansibar wurden, wie viele indische früher, notdürftig überdruckt. Außerdem öffneten einige Postämter entlang der Uganda Railway.
Im Jahr 1901 verschmolz die Postverwaltung mit der von Uganda und 1903, ein Jahr nach der Zusammenlegung von dem ursprünglichen Territorium und Uganda, gab man Briefmarken mit dem Konterfei von Eduard VII. und der Beschriftung East Africa and Uganda Protecorates heraus. Dieses Design behielt man in dieser Periode durchweg bei, wobei 1904 und 1907 die Wasserzeichen und Farben gewechselt wurden und ab 1912 Georg V. auf den Briefmarken zu sehen war.